# Expert forestier
Un expert forestier est un spécialiste des forêts et des questions économiques et environnementales qui y sont liées,. 
Il travaille généralement auprès des particuliers ou des autorités publiques. 

## Formation

### En France
En France, expert forestier est une fonction libérale et réglementée. Le métier est accessible dès le BAC +2 ou après un bac+5, avec la spécialisation « forêts », bien que l'essentiel des experts forestiers poursuivent leurs études au bac+6, voire jusqu'au doctorat (bac+8).
Les experts forestiers autorisés à exercer figurent sur la liste annuelle du CNEFAF (Conseil national de l’expertise foncière agricole et forestière) qui est placé sous l'autorité du ministère de l'environnement. Il existe en France 150 experts forestiers. 

### En Belgique
En Belgique, les experts forestiers sont regroupés au sein de la Fédération nationale des experts forestier,. Ils sont porteurs du diplôme d'ingénieur agronome ou bio-ingénieur spécialité eaux et forêts. Ils ne peuvent exercer  l'activité d'expert forestier qu'en tant qu'indépendant ou être rémunérés auprès d'un organisme privé dont l'activité principale s'exerce en forêt privée et dont les prestations sont facturées aux clients.